# El Portal del Guadalete
El Portal (Jerez de la Frontera) también fue conocido como el desembarcadero del Guadalete y se encuentra entre Jerez de la Frontera y el Puerto de Santa María. Las pequeñas embarcaciones cruzaban la Bahía de Cádiz, remontaban el Guadalete y llevaban las mercancías hasta el Portal, que era un asentamiento desde el que se exportaban los productos. Al contrario de lo que muchos piensan, lo más probable es que el Portus Gaditanus se encuentre en el Portal y no en el Puerto de Santa María, ya que como afirma Fidel Fita, el Portal cumple las 24 millas romanas que indican los antiguos itinerarios.

## Historia
Uno de los hallazgos que reafirman esta conclusión es la de la existencia de sepulturas romanas, descubiertas por Victorio Molina en la ribera del Portal, se trataba de treinta, y una de ellas perteneciente al siglo I d. C. Estas sepulturas estaban hechas de lajas de piedra caliza procedentes de las canteras. En una de las cubiertas se encontró mármol de carácter epigráfico.
El mármol epigráfico del Portal mide 130 mm de alto y 155 de ancho: 
MARTIALI L(cii) CORNELI(i) PUSIONIS SER(vo)...
A Marcial, siervo de Lucio Cornelio Pusión...
Las ánforas de la Bética que guardaban y servían para transportar el vino de la cuenca del Guadalete a Roma, aparecen en el monte testáceo selladas como: Portense, at Portu(m), Port(u), Por(tu), Porto Ludici, Porto populi; Lacca, Lacci.
Los dos últimos términos se refieren a la estación de la que tomó su nombre el Guadalete, y que procede del árabe (Guadal-lacca); sin embargo, los otros términos hacen referencia al Portus Gaditanus que comprendería la zona del río que va del Portal al Puerto de Santa María.